# JJ Lin
Wayne Lim Junjie (en chino tradicional, 林俊傑; en chino simplificado, 林俊杰; pinyin, Lín Jùnjié; nacido el 27 de marzo de 1981) más conocido como JJ Lin, es un cantante y actor singapurense de ascendencia china, de la provincia de Fujian. 

## Carrera
Ha cosechado gran éxito en China y sobre todo en Taiwán, donde ha sido galardonado 3 veces con el Golden Melody Award de Taiwán al mejor artista revelación en el 2004 y al mejor cantante masculino en la categoría del mandarín en el 2014 y 2018.
En su Singapur natal también ha conseguido premios como los Singapore Hit Awards en 2004 y 2005. Tiene un contrato firmado con Ocean Butterflies, y ha compuesto canciones para otros artistas, por ejemplo Ji De (Recuerda) para la cantante taiwanesa A-Mei.
En Singapur, actuó en el Festival del Día National en 2004 con una versión remezclada de Home. Sus canciones se utilizaron como cabeceras de series de televisión de MediaCorp TV Channel 8, con lo que su popularidad empezó a crecer y fue el artista invitado en las finales de Project SuperStar de MediaCorp TV Channel U.

## Perfil
- Nombre: Lin Jun Jie (JJ) Se le bautizo con el nombre "Wayne".
- Fecha de nacimiento: 27 de marzo de 1981
- Horóscopo: Aries
- Religión: Cristiana
- Lugar de nacimiento: Singapur
- Altura: 172 cm
- Peso: 60 kg
- Tipo de sangre: O
- Dialectos: Hokkien/Fu Jian
- Idiomas: Inglés, mandarín
- Estudios: Jingshan Primary School, Anglo-Chin ese School , St. Andrews Junior College.
- Instrumentos: Piano, tambor, guitarra.
- Talentos: Escribir canciones y poesía, cantar, arreglos musicales, bailar, dibujar.
- Hobbies: Cine, internet, natación, baloncesto.

- Colores favoritos: Azul marino, blanco y negro.
- Cantantes favoritos: Michael Jackson, Craig David, Jacky Cheung, David Tao, Jay Chou, Lee Hom.
- Cantantes favoritas: Kit Chan, A Mei, BoA.
- Grupos favoritos: Linkin Park, S.H.E
- Actores favoritos: Chou Yun Fat, Nicholas Cage, Tony Leung.
- Actrices favoritas: Fukada Kyoko, Jeon Ji Hyun, Zhang Zi Yi.
- Escritores favoritos: William Shakespeare, Charles Dickens.
- Libro favorito: La Sagrada Biblia
- Comida: Gambas borrachas, Arroz solo, Sashimi.

## Álbumes
1. Music Voyager (樂行者), 10 de abril de 2003.
2. Second Heaven (第二天堂), 8 de junio de 2004.
3. No. 89757 (編號89757), 1 de abril de 2005.
4. Cao Cao (曹操), 17 de febrero de 2006.
5. West Side (西界), 29 de junio de 2007.
6. Sixology (JJ陸), 18 de octubre de 2008.
7. 100 Days (100天), 18 de diciembre de 2009.
8. She Says (她說), 8 de diciembre de 2010.
9. Lost N Found (學不會), 31 de diciembre de 2011.
10. Stories Untold (因你而在), 13 de marzo de 2013.

## Filmografía

### Apariciones en programas de variedades
| Año              | Programa          | Notas                  |
| ---------------- | ----------------- | ---------------------- |
| 2015, 2016, 2019 | Happy Camp        | 4 episodios - invitado |
| 2016             | Go, Fighting!     | episodio #2.12         |
| 2014             | Hurry Up, Brother | episodio #1.11         |

## Galardones
| Años | Premios |
| ---- | --- |
| 2004 | - Singapore Hit Awards, Best New Act (Gold) |
| 2005 | - Singapore Hit Awards, Best Local Male Artiste (编号 89757) - Singapore Hit Awards, Best Composing Artiste (编号 89757) - Singapore Hit Awards, Best Male Vocalist (编号 89757) - Singapore Hit Awards, Best Local Music Composition (一千年以后 in 编号89757) |